# Dominique Peltier
Rosa Dominique Noemí Peltier De Liota (Cochabamba, 22 de agosto de 1986), más conocida como Dominique Peltier, es una modelo y reina de belleza boliviana.
Ganó el concurso de Miss Bolivia 2008 el 19 de julio de 2008 y representó a su país en el certamen Miss Universo 2009 en el Atlantis Paradise Island, en Nassau (Bahamas) el 23 de agosto de 2009.